# Financiamento climático nos Países Baixos
O financiamento climático nos Países Baixos representa uma complexa interação entre a necessidade existencial, a ambição política e a realidade econômica. A geografia única do país, com aproximadamente 60% de sua superfície vulnerável a inundações e 26% situada abaixo do nível do mar, transforma a ação climática, especialmente a adaptação, em uma questão de sobrevivência nacional.
Essa vulnerabilidade histórica moldou uma cultura de planejamento e investimento de longo prazo em resiliência, que hoje serve de alicerce para uma das agendas de financiamento climático mais robustas do mundo. Os objetivos neerlandeses são ambiciosos, alinhados com a Lei do Clima Europeia, e visam a neutralidade climática até 2050, com metas intermediárias de uma redução de 55% nas emissões de gases de efeito estufa (GEE) até 2030 em relação aos níveis de 1990 e um setor elétrico livre de dióxido de carbono (CO2) até 2035.
Contudo, essa ambição colide com desafios significativos, como a alta intensidade de emissões em setores vitais como a agricultura e a indústria, a contínua dependência de combustíveis fósseis importados para sua economia aberta e os crescentes gargalos na infraestrutura energética, que lutam para acompanhar a rápida expansão das energias renováveis. Para enfrentar essa tensão, os Países Baixos desenvolveram uma estratégia de financiamento multifacetada que combina fundos públicos substanciais, como o Fundo Delta para adaptação e o Fundo de Clima e Transição para a mitigação, com um setor privado altamente mobilizado.
O mercado de capitais neerlandês é líder europeu na emissão de títulos verdes e seus gigantescos fundos de pensão estão cada vez mais direcionando capital para soluções climáticas. Adicionalmente, o país mantém um forte compromisso com a cooperação internacional, exportando sua expertise em gestão hídrica e financiando projetos em nações em desenvolvimento. Um elemento distintivo do cenário neerlandês é o papel influente do litígio climático, com casos como o da Fundação Urgenda, que estabeleceu precedentes legais forçando o governo a intensificar suas ações e a alinhar suas políticas de financiamento com suas responsabilidades climáticas.

## Definição
Não existe um consenso definitivo sobre a definição de financiamento climático, mas o termo é amplamente utilizado para designar recursos financeiros mobilizados por atores públicos e privados, em níveis global e local, com o objetivo de apoiar atividades de mitigação e adaptação às mudanças climáticas. Segundo a UNFCCC, o financiamento climático deve ser caracterizado pela natureza das atividades financiadas — em vez de pelos provedores, intermediários ou instrumentos financeiros — focalizando-se em resultados de adaptação e mitigação. A COP (Conferências das Nações Unidas sobre as Mudanças Climáticas) 15 de Copenhagen, em dezembro de 2009, estabeleceu o compromisso político de mobilizar 100 bilhões de dólares anuais até 2020 para ações climáticas em países em desenvolvimento, consagrando a meta em acordos posteriores. Na COP16 de Cancun, em novembro de 2010, decidiu-se criar o GCF como fundo multilateral para prover financiamento de longo prazo a projetos de mitigação e adaptação, formalizado em 2010 e operacionalizado a partir de 2015.

## Contexto neerlandês

### Contexto climático e vulnerabilidades
Projeções do Instituto Real Meteorológico dos Países Baixos (KNMI) alertam para uma elevação potencial entre 54 e 121 centímetros até 2100 no pior cenário de emissões, uma perspectiva alarmante para uma nação onde 60% da área terrestre é vulnerável a inundações e 26% já se encontra abaixo do nível do mar. Simultaneamente, espera-se que episódios de chuvas torrenciais se tornem mais frequentes, aumentando o risco de inundações fluviais. Esses fenômenos não afetam apenas a população e a infraestrutura, mas também os ecossistemas. O aumento de 1°C na temperatura média no último século já está provocando a migração de espécies, a disrupção de cadeias alimentares e a ameaça de extinção para a fauna e flora locais, o que provavelmente resultará em uma perda líquida de biodiversidade.
Os impactos econômicos decorrentes dessas vulnerabilidades são igualmente severos. Historicamente, os Países Baixos estão entre os países da União Europeia com a maior proporção de perdas econômicas seguradas, o que indica não apenas uma alta exposição a riscos, mas também uma elevada conscientização e preparação do setor financeiro.14 Setores-chave da economia enfrentam futuros incertos. A agricultura, um pilar da exportação neerlandesa, está exposta a danos por excesso de chuvas, secas prolongadas e o surgimento de novas pragas, embora uma estação de crescimento mais longa possa oferecer alguns benefícios limitados. O setor de turismo pode se beneficiar de verões mais quentes e longos, mas enfrenta a deterioração da qualidade da água para recreação e a quase extinção do turismo de inverno.
A infraestrutura crítica do país também está em risco. A navegação interior, vital para o comércio, pode ser restringida por níveis de água baixos nos rios, a produção de eletricidade pode ser comprometida por problemas de resfriamento em usinas, e a subsidência do solo, especialmente em áreas de turfa, ameaça a estabilidade de estradas e edifícios. A combinação de elevação do nível do mar e subsidência do solo agrava a intrusão salina, que contamina fontes de água doce e prejudica a agricultura. Essa interconexão de riscos demonstra que as ameaças climáticas não são isoladas, mas sim um risco composto que exige uma resposta de financiamento sistêmica e integrada. Para gerenciar essa realidade, o governo já planeja melhorias em cerca de 1.500 quilômetros de diques e em mais de 400 estruturas de engenharia até 2050, um esforço monumental para manter o padrão de segurança que limita a probabilidade de mortalidade por inundação a, no máximo, 1 em 100 mil por ano.

### Marcos legais e institucionais
A arquitetura de governança que sustenta o financiamento e a política climática nos Países Baixos é robusta e multifacetada, caracterizada por uma interação dinâmica entre legislação vinculativa, acordos setoriais e instituições especializadas que garantem um ciclo contínuo de planejamento, implementação, monitoramento e fiscalização.
A espinha dorsal legislativa é composta por três atos principais. A Lei do Clima (Klimaatwet), adotada em 2019 e significativamente atualizada em 2023 para se alinhar com a Lei do Clima Europeia, estabelece as metas juridicamente vinculativas que guiam toda a ação climática nacional. Essas metas incluem uma redução de 55% nas emissões de GEE até 2030 em relação a 1990, a neutralidade climática até 2050 e a transição para um setor de eletricidade totalmente livre de CO2 até 2035. Para traduzir essas metas em ações concretas, o Acordo Climático Nacional (Klimaatakkoord) de 2019 formalizou um pacto entre o governo, a indústria e a sociedade civil.6 Originalmente visando uma redução de 49%, o acordo foi fortalecido para alinhar-se com a meta de 55% e detalha as medidas a serem tomadas em cinco setores-chave: eletricidade, indústria, ambiente construído, mobilidade e agricultura. Um de seus instrumentos mais notáveis foi a introdução de um imposto nacional sobre o carbono para a indústria, complementar ao sistema europeu. Por fim, a Lei Delta (Delta Act) fornece a base legal para o monumental Programa Delta, estabelecendo o Fundo Delta como o veículo de financiamento dedicado para medidas de proteção contra inundações e gestão de água doce.
Essa estrutura legal é operacionalizada através de vários instrumentos de planejamento e relatório. A Lei do Clima exige a elaboração de um Plano Climático (Klimaatplan) decenal, atualizado a cada cinco anos, que delineia as políticas e medidas específicas.3 O mais recente, o Plano Climático 2025-2035, foi apresentado em março de 2025.19 Anualmente, o governo deve apresentar ao parlamento um Memorando Climático (Klimaatnota), que presta contas do progresso em relação às metas.3 Esses planos nacionais são alinhados com os Planos Nacionais de Energia e Clima (NECPs), que são submetidos à União Europeia.
A governança é exercida por um conjunto de órgãos e instituições especializadas. O Ministério de Assuntos Econômicos e Política Climática (EZK) detém a responsabilidade geral pela política climática e pela coordenação das medidas.20 No entanto, a sua ação é constantemente avaliada pela Agência de Avaliação Ambiental dos Países Baixos (PBL - Planbureau voor de Leefomgeving), um instituto de pesquisa autônomo que atua como um avaliador científico independente. A PBL é responsável por publicar o relatório anual Perspectivas de Clima e Energia (KEV), que projeta o progresso do país em direção às suas metas e pode publicamente constranger o governo se houver desvios. No campo da adaptação, o Comissário do Programa Delta supervisiona a implementação das políticas de água, garantindo a colaboração entre todos os níveis de governo e o setor privado. O Tribunal de Contas dos Países Baixos (Algemene Rekenkamer) audita a eficácia e a eficiência dos gastos públicos, incluindo os fundos climáticos. Essa arquitetura cria um sistema de freios e contrapesos, onde o poder executivo é fiscalizado por avaliadores científicos, auditores financeiros e, como visto no caso Urgenda, pelo poder judiciário, garantindo um ciclo de responsabilidade e pressão contínua pela ação climática.

## Financiamento

### Público
No centro do financiamento para adaptação está o Fundo Delta (Deltafonds), o principal instrumento financeiro do Programa Delta.5 Com um orçamento médio anual de 1,25 bilhão de euros até 2032, este fundo financia projetos de infraestrutura em larga escala, como o reforço de diques, a construção de barreiras contra tempestades e a gestão de recursos de água doce. Embora robusto, projeções indicam que o fundo pode enfrentar um déficit, com necessidades estimadas de 30,8 bilhões de euros até 2050 contra uma disponibilidade projetada de 27,4 bilhões de europs, destacando a escala contínua do desafio da adaptação. Para a mitigação, o governo estabeleceu um Fundo de Clima e Transição de 35 bilhões de euros para um período de 10 anos, a partir de 2023, para apoiar um pacote adicional de medidas climáticas. Além disso, para lidar com a controversa questão do nitrogênio, foi criado um Fundo de Nitrogênio de 24 bilhões de euros para promover a agricultura sustentável e financiar a reestruturação do setor.
Os programas de subsídio são cruciais para estimular o investimento privado. O principal deles é o SDE++ (Stimulering Duurzame Energieproductie en Klimaattransitie), um esquema de feed-in premium que compensa os produtores pela diferença entre o custo de geração de energia limpa (eólica, solar, geotérmica) e outras tecnologias de redução de CO2, e o preço de mercado da energia. Este programa, com orçamentos anuais de bilhões de euros, tem sido fundamental para a expansão das energias renováveis. Para projetos de menor escala, o subsídio ISDE (Investeringssubsidie duurzame energie en energiebesparing) oferece apoio financeiro a empresas e residências para a instalação de bombas de calor, painéis solares e outras medidas de eficiência energética, com um orçamento de 550 milhões de euros para 2025.31 Setores emergentes também recebem apoio direcionado, como o esquema OWE para hidrogênio verde, que teve um orçamento de quase 1 bilhão de euros em 2023.
No lado dos incentivos fiscais, o instrumento mais significativo é o Imposto Nacional sobre o Carbono Industrial. Introduzido em 2021, ele aplica uma taxa sobre as emissões de CO2 da indústria que excedem um limiar decrescente, complementando o Sistema de Comércio de Emissões da UE (EU ETS). A taxa começou em 30 euros por tonelada de CO2 em 2021 e está programada para aumentar para 125 euros por tonelada em 2030, criando um forte incentivo para a descarbonização industrial. Outros esquemas fiscais, como o MIA e Vamil e o Energy Investment Allowance (EIA), oferecem deduções de investimento para empresas que adotam tecnologias ambientalmente amigáveis e eficientes em termos energéticos. Finalmente, os Países Baixos também alavancam o financiamento da UE, com seu Plano Nacional de Recuperação e Resiliência (NRRP) alocando 54,9% de seus 5,44 bilhões de euros para a ação climática, superando a meta de 37% da UE.

### Privado
Um dos exemplos mais claros da liderança do setor privado é o mercado de títulos verdes. Os Países Baixos são líderes na área do euro, com 6,0% de sua dívida total sendo classificada como verde no final de 2023. O mercado total de títulos verdes no país atingiu a impressionante marca de 122,9 bilhões de euros em julho de 2023, dobrando de tamanho em apenas três anos. O próprio Estado holandês desempenhou um papel catalisador, tornando-se o primeiro soberano com rating AAA a emitir um título verde em 2019. Essa emissão soberana não apenas levantou capital para projetos de energia renovável e adaptação, mas também criou um benchmark de mercado, fornecendo liquidez e confiança para que emissores corporativos seguissem o exemplo. Em 2024, o volume de títulos verdes soberanos em circulação já era de quase 25 bilhões de euros.
Os fundos de pensão e investidores institucionais são os gigantes do financiamento privado. Gerenciando ativos que valem o dobro do Produto Interno Bruto (PIB) do país, seu poder de investimento é imenso. O ABP, um dos maiores fundos de pensão do mundo com €500 bilhões em ativos, exemplifica essa força ao anunciar um plano para investir 10 bilhões de euros em soluções climáticas e 1 bilhão de euros em biodiversidade. Esse movimento é parte de uma tendência mais ampla: cerca de 50 das maiores instituições financeiras do país, incluindo bancos, seguradoras e fundos de pensão, assinaram um compromisso climático para alinhar seus portfólios com o Acordo de Paris e relatar seu impacto. Essa auto-regulação é reforçada pela supervisão do De Nederlandsche Bank (DNB), o banco central, que monitora ativamente a pegada de carbono dos investimentos do setor.
O investimento baseado em critérios Ambientais, Sociais e de Governança (ESG) tornou-se padrão. Praticamente todos os fundos de pensão holandeses incorporam fatores ESG em suas políticas de investimento, com uma urgência particular na questão climática.39 No entanto, a pressão para ir além das políticas voluntárias está aumentando. O caso de litígio climático movido pela Milieudefensie (Amigos da Terra Holanda) contra o ING, o maior banco do país, é um marco. A ação judicial, iniciada formalmente em março de 2025, alega que o financiamento contínuo do banco a indústrias de combustíveis fósseis viola seu "dever de cuidado" sob a lei holandesa, buscando forçar o banco a alinhar suas atividades com a meta de 1,5°C. Este caso ilustra como o risco legal e reputacional está se tornando um motor tão poderoso quanto o retorno financeiro nas decisões de investimento. Para preencher as lacunas onde o mercado tradicional ainda hesita, a Invest-NL, agência nacional de financiamento e desenvolvimento, atua como um investidor de impacto, usando capital público para alavancar fundos privados para projetos inovadores e de alto risco, essenciais para a transição. Em 2023, a Invest-NL comprometeu 288 milhões de euros, que ajudaram a mobilizar um total de 2,7 bilhões de euros em capital privado, demonstrando a simbiose eficaz entre os setores público e privado.

## Cooperação internacional e financiamento externo
Em termos de compromissos financeiros, o país se comprometeu a contribuir com sua "quota-parte justa" para o objetivo global de financiamento climático, estimada em 1,25 bilhão de euros por ano a partir de 2020. Este objetivo foi rapidamente alcançado, com o país mobilizando 581 milhões de euros em financiamento público e 752 milhões de euros em financiamento privado já em 2019. Em 2023, os Países Baixos comprometeram 2,6 bilhões de dólares de sua Ajuda Oficial ao Desenvolvimento (ODA) para projetos com objetivos climáticos, posicionando-se como o sexto maior doador do Comitê de Ajuda ao Desenvolvimento (DAC) da OCDE em termos absolutos. Notavelmente, 57% de toda a sua ODA bilateral apoia a ação climática. Além do apoio bilateral, o país é um contribuinte ativo para fundos multilaterais, com um compromisso recente de 152 milhões de dólares para o Fundo Verde para o Clima (GCF) para o período de 2024-2027.
A estratégia de financiamento internacional neerlandesa é claramente focada na adaptação e no apoio aos países de baixa renda, os mais vulneráveis aos impactos climáticos.9 Em 2019, 69% do financiamento climático público foi destinado à adaptação e 60% foi direcionado para países de baixa renda, um reflexo direto das prioridades políticas do país. Os setores de gestão da água e agricultura recebem atenção especial, áreas onde os Países Baixos possuem conhecimento e tecnologia de ponta.
Um mecanismo central para essa cooperação é o Dutch Fund for Climate and Development (DFCD). Com um capital inicial de 160 milhões de euros do Ministério das Relações Exteriores, o fundo visa alavancar o investimento do setor privado em projetos de adaptação e mitigação em países em desenvolvimento.47 O DFCD é gerenciado por um consórcio inovador liderado pelo banco de desenvolvimento FMO, em parceria com a Climate Fund Managers (CFM), o World Wide Fund for Nature Netherlands (WWF-NL) e a SNV Netherlands Development Organisation. O fundo concentra-se em temas de alto impacto, como sistemas hídricos resilientes, agricultura climaticamente inteligente e restauração de ecossistemas.
No entanto, essa abordagem revela uma tensão inerente. Avaliações independentes, como a realizada pelo IOB (Policy and Operations Evaluation Department), apontam que, enquanto o financiamento público (ODA) é bem-sucedido em focar na adaptação e nos países mais pobres, o financiamento privado que ele mobiliza tende a fluir para projetos de mitigação (como energia renovável) em países de renda média, onde os retornos financeiros são mais claros e os riscos são menores. Isso cria um desafio estratégico para o governo: como maximizar o volume total de financiamento climático mobilizado sem diluir o foco nos mais vulneráveis, que necessitam urgentemente de apoio para adaptação. A diplomacia climática ativa, através da participação em grupos como o Champions Group on Adaptation Finance e a co-presidência da Coalizão de Ministros das Finanças para a Ação Climática (CMFCA), é uma ferramenta que os Países Baixos utilizam para navegar nessas complexidades e promover sua agenda no cenário internacional.

## Principais setores beneficiados

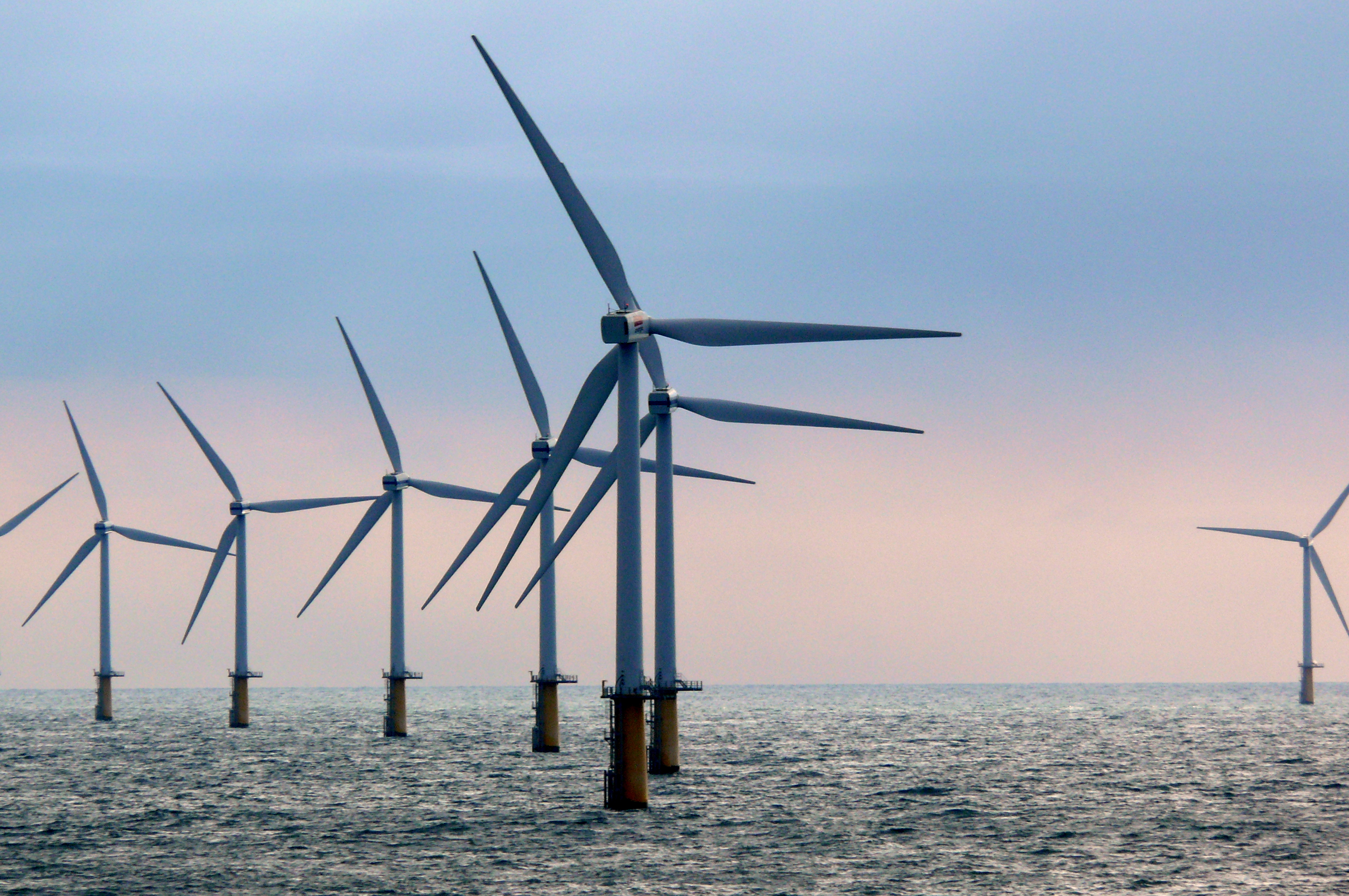
Usina eólica offshore Princesa Amália no Mar do Norte

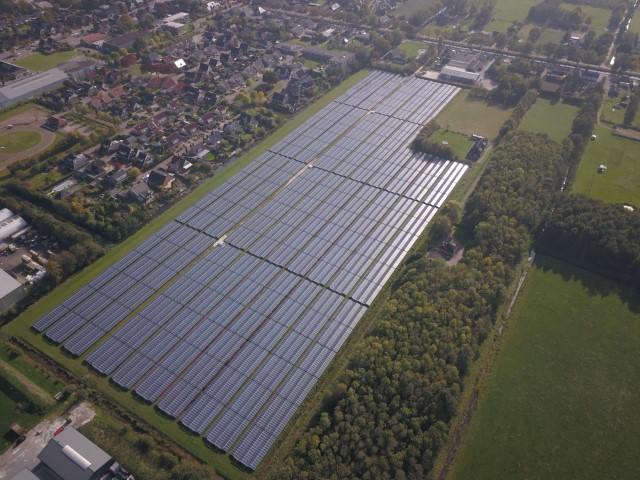
Usina solar em Ooststellingwerf

O financiamento climático, tanto público quanto privado, está sendo canalizado para setores estratégicos da economia neerlandesa, catalisando uma transformação profunda que vai além da simples substituição de tecnologias. A alocação desses recursos reflete as metas do Acordo Climático Nacional e aborda as vulnerabilidades específicas do país.
O setor de energia renovável e transição energética é, sem dúvida, o maior beneficiário. Com a meta de que 70% da eletricidade seja de fontes renováveis até 2030, os investimentos são massivos.
A energia eólica offshore é o carro-chefe, com uma ambição de expandir a capacidade instalada de 3 GW em 2022 para 21 GW até 2032, e um objetivo de longo prazo de 70 GW até 2050. A energia solar também viu um crescimento exponencial, posicionando os Países Baixos como o país com a maior capacidade solar fotovoltaica per capita da Europa. O financiamento também está impulsionando a nascente economia do hidrogênio verde, com um programa nacional lançado em 2022 que visa 8 GW de capacidade de eletrólise até 2032. No entanto, o sucesso avassalador na geração de energia renovável criou um desafio consequente: a sobrecarga da rede elétrica. Isso tornou a infraestrutura de rede um novo e crucial setor beneficiado, com planos de investimento de 8 bilhões de euros anuais para aliviar os gargalos e permitir a eletrificação contínua da economia.
A adaptação às mudanças climáticas e a resiliência constituem outro pilar central de investimento, uma necessidade ditada pela geografia. O Programa Delta, financiado pelo Fundo Delta, é o principal veículo para esses investimentos, direcionando bilhões para a manutenção e modernização da vasta rede de diques, barreiras contra tempestades, e sistemas de gestão de água doce do país.
A mobilidade sustentável é outro foco importante. Com o objetivo de alcançar um tráfego com zero emissões até 2050, o financiamento tem sido direcionado para incentivar a adoção de veículos elétricos, visando 1,5 milhão de unidades nas estradas até 2030.6 Além dos veículos de passageiros, a estratégia inclui a criação de zonas de logística de emissão zero em dezenas de grandes cidades até 2025.
O ambiente construído está passando por uma transformação radical, com a meta de desvincular 7 milhões de residências e 1 milhão de outros edifícios do gás natural até 2050. Subsídios como o ISDE e o SVOH (Subsidy for Sustainability and Maintenance of Rental Homes) apoiam financeiramente proprietários e locadores na transição para bombas de calor e na melhoria do isolamento térmico, criando um vasto mercado para a renovação de edifícios. Finalmente, o setor de agricultura e segurança alimentar, embora uma fonte de controvérsia, também é um beneficiário de financiamento direcionado. Com a tarefa de reduzir suas emissões em 6 megatoneladas até 2030, o setor recebe fundos para inovação, práticas agrícolas sustentáveis e para gerenciar a complexa crise do nitrogênio.

## Impactos e resultados
Em termos de redução de emissões, os dados mostram um sucesso notável. Em 2023, as emissões totais de GEE do país caíram 6,8% em relação a 2022, uma redução impulsionada principalmente pelo menor uso de carvão e gás natural na geração de eletricidade. O total de emissões em 2023 foi de 146,4 megatoneladas (Mton) de equivalente de CO2, o que representa uma redução de 35,6% em relação ao ano base de 1990. Esse resultado significa que os Países Baixos cumpriram com folga a meta estabelecida pela decisão judicial do caso Urgenda, que exigia uma redução mínima de 25% até 2020. Entre 2005 e 2023, a redução líquida de emissões do país foi de 32,3%, um desempenho superior à média da União Europeia de 30,5% no mesmo período.
O crescimento das energias renováveis é igualmente impressionante. A participação de fontes renováveis no consumo total de energia atingiu 17% em 2023 e subiu para 19,8% em 2024. Um marco significativo foi alcançado em 2024, quando metade de toda a eletricidade consumida no país veio de fontes renováveis, um testemunho do sucesso dos investimentos em energia eólica e solar.
No entanto, a avaliação da eficácia do financiamento revela desafios complexos. O sucesso passado, em parte impulsionado por fatores como a substituição do carvão por gás e os altos preços da energia que reduziram o consumo, mascara a dificuldade crescente de descarbonizar setores mais recalcitrantes como a agricultura e a indústria pesada. A Agência de Avaliação Ambiental (PBL) projeta que, com as políticas atuais, a meta de redução de 55% para 2030 é "extremamente improvável" de ser alcançada.
Avaliações de programas específicos, como a do Dutch Fund for Climate and Development (DFCD), mostram que, embora os projetos sejam relevantes, é cedo para medir resultados concretos em termos de redução de GEE, e a coerência entre os parceiros do programa precisa ser melhorada. Da mesma forma, a avaliação do financiamento para o desenvolvimento pelo IOB apontou para desafios na transparência dos dados e no cumprimento de metas sociais, como a igualdade de gênero. Além disso, a eficácia do financiamento é cada vez mais limitada por fatores não financeiros. A incerteza política tem um efeito inibidor sobre o investimento privado, independentemente dos subsídios disponíveis, e os gargalos na infraestrutura de rede, uma consequência direta do rápido sucesso das renováveis, agora representam um obstáculo significativo para a eletrificação futura.

## Críticas e controvérsias
Apesar de sua reputação como líder climático, a abordagem dos Países Baixos ao financiamento e à política climática não está isenta de críticas e controvérsias profundas. Esses debates refletem as tensões inerentes entre ambição, viabilidade econômica, justiça social e estabilidade política. A crítica mais contundente e recorrente vem da Agência de Avaliação Ambiental (PBL), que consistentemente alerta para a lacuna entre as metas e as projeções. Em seu relatório de 2024 (KEV 2024), a PBL afirmou que é "extremamente improvável" que os Países Baixos atinjam sua meta legalmente vinculativa de redução de 55% das emissões até 2030 com as políticas atuais.
A controvérsia mais explosiva e politicamente paralisante tem sido a crise do nitrogênio. As emissões de nitrogênio, provenientes em grande parte da agricultura intensiva, não apenas contribuem para os GEE (como óxido nitroso e metano), mas também danificam ecossistemas sensíveis. Em 2019, o mais alto tribunal administrativo neerlandês determinou que a política de nitrogênio do governo violava as leis de proteção da natureza da UE, levando a uma paralisação na emissão de licenças para projetos de construção, infraestrutura e expansão agrícola.A crise desencadeou protestos massivos de agricultores e expôs um conflito fundamental entre os objetivos ambientais e os interesses de um dos setores de exportação mais poderosos do país.
O litígio climático emergiu como uma ferramenta poderosa para a sociedade civil, transformando o judiciário em um guardião climático de último recurso. O caso da Fundação Urgenda foi um divisor de águas global quando, em 2019, a Suprema Corte ordenou que o Estado holandês intensificasse suas metas de redução de emissões com base em seu "dever de cuidado" para proteger os direitos humanos de seus cidadãos. Seguindo esse precedente, a organização Milieudefensie (Amigos da Terra Holanda) está agora processando o banco ING, argumentando que seu financiamento contínuo de combustíveis fósseis também viola esse dever de cuidado e exigindo que o banco reduza pela metade suas emissões financiadas até 2030.
A instabilidade política e a ascensão de partidos de direita céticos em relação ao clima adicionam uma camada de incerteza.28 O acordo de coalizão do governo formado em 2024, por exemplo, sinalizou um enfraquecimento de várias medidas climáticas, como a eliminação de subsídios para veículos elétricos e a flexibilização das regras para o setor agrícola, tornando o cumprimento das metas de 2030 ainda mais desafiador. Essa incerteza política tem um efeito inibidor direto sobre o investimento privado de longo prazo. Por fim, questões de justiça e distribuição de custos também geram críticas. O esquema de subsídio SDE+, por exemplo, foi criticado por ser financiado por uma sobretaxa na conta de energia (ODE) que impactava desproporcionalmente as famílias de baixa renda. Da mesma forma, o Fundo Monetário Internacional (FMI) observou que os choques nos preços da energia em 2022 impuseram um fardo particularmente pesado sobre as famílias holandesas devido à sua alta dependência do gás natural para aquecimento.

## Perspectivas futuras
O Plano Climático 2025-2035, apresentado em março de 2025, servirá como o roteiro para a próxima década. No entanto, ele já nasce com o desafio de incorporar "políticas adicionais com efeito rápido", conforme recomendado pela PBL, para fechar a lacuna projetada em relação à meta de 2030. A discussão sobre uma meta climática para 2040 reflete essa nova fase. Enquanto a Comissão Europeia propôs uma redução de 90% para a UE, o governo holandês, embora considere este um "passo lógico", optou por não estabelecer uma meta nacional provisória na lei, preferindo aguardar uma decisão a nível europeu. A análise da PBL sugere que uma meta de 90% ou mais seria justa para os Países Baixos com base em princípios de responsabilidade histórica e capacidade, mas reconhece que seria extremamente desafiadora de alcançar apenas com reduções domésticas. Isso abre a porta para o uso de mecanismos de cooperação internacional, como o Artigo 6 do Acordo de Paris, para financiar reduções de emissões no exterior como forma de cumprir uma meta ambiciosa.
Para alcançar a descarbonização profunda, os Países Baixos estão reconsiderando tecnologias anteriormente descartadas. A decisão de eliminar a energia nuclear foi revertida, e agora há planos para construir quatro novas grandes usinas nucleares, que são vistas como essenciais para garantir um fornecimento de energia livre de carbono, estável e de base até 2035. Além disso, a transição para uma economia circular ganhará mais destaque, com planos para desenvolver um padrão de plástico circular, uma possível taxa sobre plásticos e fortalecer a Responsabilidade Estendida do Produtor.
O maior desafio futuro é a aceleração da implementação. A PBL estima que são necessárias reduções adicionais de 16 a 24 megatoneladas de GEE para que a meta de 2030 seja alcançada, uma tarefa monumental que exige ação imediata. Essa aceleração é dificultada pela instabilidade política, que continua a ser um obstáculo significativo ao investimento de longo prazo. A superação dos gargalos de infraestrutura, especialmente na rede elétrica, continuará a exigir investimentos maciços e um planejamento cuidadoso para não retardar a eletrificação.
Apesar dos desafios, existem oportunidades significativas. Os Países Baixos estão bem posicionados para se tornarem líderes globais em tecnologias-chave da transição, como energia eólica offshore, produção de hidrogênio verde e soluções de economia circular, o que pode impulsionar o crescimento econômico e criar novas oportunidades de exportação. O futuro do financiamento climático no país dependerá cada vez mais de uma abordagem de "financiamento de sistemas", onde os investimentos em energia, indústria, transporte e uso da terra são planejados de forma integrada. O Plano Nacional de Sistema de Energia é um passo nessa direção, reconhecendo que os desafios da transição são interdependentes e não podem ser resolvidos com financiamento isolado e setorial.